# Ers-Eisstrom
Der Ers-Eisstrom ist ein Eisstrom an der English-Küste des Palmerlands im Südteil der Antarktischen Halbinsel. Er fließt zwischen den Jensen-Nunatakkern und den Gunn Peaks zum George-VI-Schelfeis im George-VI-Sund.
Das UK Antarctic Place-Names Committee benannte ihn 2018. Namensgeber sind die Satelliten ERS-1 und ERS-2, die bei der Fernerkundung der Antarktis zum Einsatz kamen.